# Olimpija Liepāja
Olimpija Liepāja is een Letse voetbalclub uit Liepāja.

## Geschiedenis
De club werd in 1922 opgericht. In de beginjaren van het Letse voetbal was er een georganiseerde competitie in de hoofdstad Riga en verder regionale competities, waarvan geen uitslagen meer bekend zijn. In 1925 mocht Olimpija aantreden in de titelfinale tegen de kampioen van Riga, RFK en verloor met 4-3. Een jaar later speelden de regionale kampioenen in een groepsfase met vijf clubs voor de titel en opnieuw moest de club RFK voor laten gaan. In 1927 kwam met de Virslīga voor het eerst een uniforme competitie in Letland en Olimpija werd er de eerste kampioen. Ook de volgende twee jaar kon de club de titel veroveren. Na enkele ereplaatsen werd de club opnieuw kampioen in 1933 en daarna nog drie keer op rij vanaf 1936. In 1939 verloor de club de bekerfinale van RFK. Tijdens de Tweede Wereldoorlog kon de club nog twee keer vicekampioen worden achter ASK Riga. In 1943 verloren ze ook de bekerfinale tegen deze club.
Speler Kārlis Tīls won alle zeven titels met de club. De club leverde in totaal ook 17 spelers voor het nationale elftal en in de wedstrijd tegen Litouwen op 21 augustus 1926 waren zes van de elf spelers van Olimpija.
Tijdens de Sovjet-Unie werd er een nieuwe club opgericht in de stad, die van 1990 tot 1993 nog de naam Olimpija aannam en in 1997 SK Liepājas Metalurgs werd. 

## Erelijst
- Kampioen van Letland

1927, 1928, 1929, 1933, 1936, 1937/38, 1938/39
- Beker van Letland

Finalist: 1939, 1943